# ناو هواپیمابر کلاس گراف سپلین

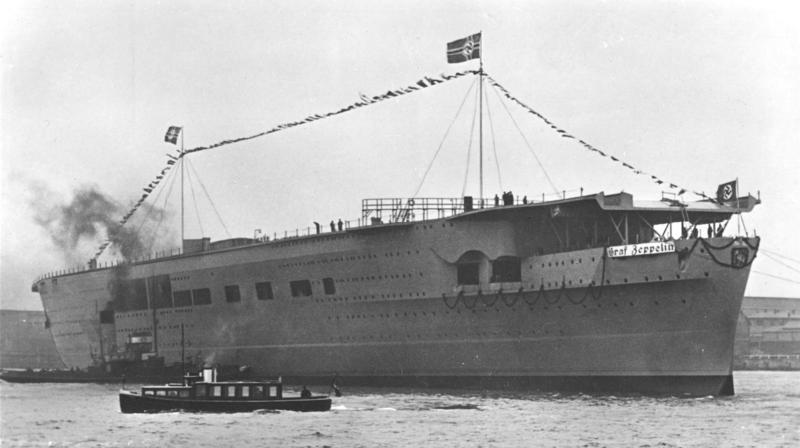
ناو هواپیمابر گراف سپلین، نخستین کشتی این کلاس

ناو هواپیمابر کلاس گراف سپلین (به آلمانی: Graf Zeppelin-class aircraft carrier) کلاسی از چهار ناو هواپیمابر کریگس‌مارینه، نیروی دریایی رایش سوم بود که میانه دهه ۱۹۳۰ در جریان تسلیح مجدد آلمان طراحی شدند. کار ساخت تنها دو مورد از آن‌ها آغاز شد که در پی آغاز جنگ جهانی دوم هیچ‌یک به اتمام نرسید.

## پیش‌زمینه
بر مبنای محدودیتهای پیمان ورسای آلمان از طراحی و در اختیار داشتن ناو هواپیمابر منع شده بود. علاوه بر این، با توجه به ممنوعیت به‌کارگیری نیروی هوایی، این کشور همچنین نمی‌توانست هواگرد نظامی داشته باشد. به هر صورت، بسیار پیش از آغاز تسلیح مجدد آلمان در دوره رایش سوم، آلمانی‌ها به ارزش نظامی ناوهای هواپیمابر پی برده بودند. پس از پی‌ریزی لوفت‌وافه، نیروی هوایی جدید آلمان، کریگس‌مارینه، نیروی دریایی این کشور، ساخت این گونه کشتی جنگی را در نظر گرفت.
روز ۱۸ ژوئن سال ۱۹۳۵ توافق‌نامه دریایی بریتانیا و آلمان به امضا رسید که راه را برای ساخت کشتی هواپیمابر در آلمان باز کرد. در میان سایر مسائل، آلمان اجازه یافت دو ناهواپیمابر با مجموع تناژ ۳۸۵۰۰ تن برای خود بسازد. این توافق‌نامه راه را برای پدیداری نخستین ناو هواپیمابر آلمانی باز کرد.

## طراحی
بخش ساخت‌وساز نیروی دریایی آلمان به رهبری مهندس ویلهلم هادلر، سال ۱۹۳۴ مأمور به آماده‌سازی یک طرح مطالعاتی برای یک ناو هواپیمابر شد. الزامات مشخصات طرح مذکور شامل وزن حدود ۲۰ هزار تن، سرعت ۳۳ گره، ظرفیت ۵۰ تا ۶۰ هواگرد و تسلیحات هشت توپ کالیبر ۲۰٫۳ سانتی‌متر و توان آتش قدرتمند ضدهوایی بود. زره و محافظت درونی شناور می‌بایست بر مبنای نُرم ناوهای سبک قرار می‌گرفت. این مأموریت مسئله‌ای دشوار به حساب می‌آمد چرا که آلمانی‌ها تجربه‌ای در این زمینه نداشتند و اطلاعات محدودی از ناوهای هواپیمابر سایر کشورها در دسترس بود. از طرفی، با درگیر بودن لوفت‌وافه با شکل‌گیری پر سرعت خود، امکان همکاری بین دو نیرو وجود نداشت. بازدید از ناوهای هواپیما بر بریتانیایی نیز اطلاعات مفید بسیار اندکی نصیب آلمانی‌ها کرد. پاییز سال ۱۹۳۵ امپراتوری ژاپن اجازه مشاهده آکاگی، ناو هواپیمابر نیروی دریایی این کشور، را به فرستاده‌های آلمان داد. اسناد متعددی از طرح این ناو هواپیمابر در اختیار این فرستادگان قرار گرفت اما مجدداً نتیجه به اندازه مورد انتظار سازنده نبود. بر مبنای این مشاهدات، در کنار چند تغییر مختصر دیگر، تنها یک بالابر سوم در مرکز ناو هواپیمابر به طرح آلمانی‌ها افزوده شد. به هر صورت بخش ساخت‌وساز نیروی دریایی آخر سر توانست در عرض یک سال به یک جمع‌بندی نهایی برای یک طرح مطالعاتی برسد. تمامی ملزومات مطرح‌گشته قابل دستیابی تصور می‌شد؛ تنها توپ‌های ۲۰٫۳ سانتی‌متری با تعداد برابری توپ ۱۵ سانتی‌متری جایگزین گردیدند. طرح مذکور دارای ده توپ ضدهوایی ۱۰٫۵ سانتی‌متری و تعداد زیادی مسلسل ضدهوایی بود. به صورت کلی، وزن ناو هواپیمابر ۲۳ هزار تن و سرعت آن ۳۵ گره در نظر گرفته شد. با وجود مشاهده نمونه‌های خارجی، این طرح تا حدود زیادی مستقل و متفاوت از آن‌ها بود. مهم‌ترین نتیجه این طرح مطالعاتی این بود که بخش‌های درگیر نیروی دریایی آلمان در طی چهارده ماه توسعه آن، مفهومی از آنچه می‌یایست از منظر کیفی و کمّی از یک ناو هواپیمابر انتظار داشتند کسب کردند.
ساخت نخستین ناو هواپیمابر آلمان با عنوان ساخت «آ» (A)، در سال مالی ۱۹۳۶ گنجانده شد. برای پایبندی به توافق‌نامه امضا شده با بریتانیا، آلمان می‌بایست طرح ناو هواپیمابر خود را برای قرار گرفتن در محدودیت وزنی اصلاح می‌نمود. طرح نهایی مشابهت بسیاری با طرح مطالعاتی داشت. با توجه به باقی بودن تأکید عمومی بر توان آتش شناورهای جنگی، هواگردها در نزد آلمانی‌ها هنوز به عنوان تسلیحات اصلی ناوهای هواپیمابر در نظر گرفته نمی‌شدند. از این رو، تعداد توپ‌های طرح جدید به دو برابر میزان پیشین افزایش یافت.

## ویژگی‌ها

### بدنه
طبق نرم معمول کشتی‌های جنگی بزرگ آلمانی، بدنه این ناو هواپیمابر به شکل کم‌عرضی به ۱۹ قسمت ضدآب تقسیم شد. به شکل مرسوم در کشتی‌سازی جنگی آلمانی، سینه گراف سپلین در ابتدا تقریباً عمودی بود. این حالت سال ۱۹۴۰ جهت ارتقای قابلیب دریانوردی آن با «سینه آتلانتیکی» جایگزین گشت. این تغییر طول بدنه را ۵٫۲ متر افزایش داد. زیر آب، سینه کشتی به برآمدگی منتهی می‌شد که جهت کاهش مقاومت اصطکاک بود. شناور ساختی به صورت «جزیره‌ای» داشت؛ بدین معنا که تمامی سازه فوقانی در جزیره‌ای در جانب راست شناور متمرکز بود. برای توازن بخشی به وزن کشتی عرشه‌های آشیانه و عرشه پرواز در ۸۰ سانتی‌متری محور طولی در سمت چپ آن قرار گرفت.

### زره
گراف سپلین زره نسبتاً زیادی داشت که کم‌وبیش متناظر با ناوهای سبک بود. ضخامت زره از این قرار بود:
| - اطراف (خط آب): - پشت: ۶۰ تا ۸۰ م‌م - میانه: ۱۰۰ میلی‌متر - جلو: ۶۰ تا ۸۰ م‌م - سینه: ۲۵ م‌م | - محافظت افقی (عرشه زرهی): - افقی: ۴۰ م‌م - زاویه‌دار: ۶۰ م‌م - سقف اتاقک سکان: ۶۰ م‌م - جلو: ۲۰ م‌م - عرشه پرواز: ۲۰ م‌م (تا ۴۵ م‌م در ناحیه اطراف بالابرها) | - دیواره‌های درونی: ۲۰ م‌م - سازه فرماندهی: ۱۷ م‌م - مرکز فرماندهی: تا ۱۵۰ م‌م - موضع هدایت توپخانه: ۱۷ م‌م - موضع هدایت ضدهوایی: ۱۴ م‌م - انبار مهمات: ۱۲ م‌م - موضع دیده‌بان جانبی: ۱۲ م‌م | - توپخانه: - سنگرتوپ‌های ۱۵ سانتی‌متری: ۲۰ م‌م - سایر توپ‌ها: ۱۰ تا ۳۰ م‌م |

### نیرومحرکه
ناوهواپیمابر گراف سپلین چهار واحد موتور توربینی هر یک با توان مستقل ۵۰ هزار اسب بخار ساخت شرکت براون، باوری و شرکا، داشت. قرار بود در شناور دوم این کلاس از موتورهای توربین دریایی با توان مشابه ساخت شرکت گرمانیاورفت استفاده شود. دو واحد توربین درون یک اتاقک در جلو در به صورت کنار هم و دو واحد دیگر در اتاقک‌های جدا در پشت شناور به صورت پشت‌سرهم بودند. بخار مورد نیاز موتور در ۱۶ دیگ بخار لوله‌آبی لا مونت که در فشار ۷۵ اتمسفر و دمای ۴۵۰ درجه سلسیوس عمل می‌کردند، تولید می‌شد. هر چهار دیگ بخار در یک موتورخانه مجزا قرار داشت. واحدهای توربین چهار میل کاردان را می‌چرخاندند که هر یک به یک پروانه به قطر ۴٫۴ متر متصل بودند. در ۳۳۰ دور بر دقیقه سرعت شناور می‌بایست به سرعت ۳۴٫۵ گره می‌رسید. نسبت توان به وزن تمامی مجموعه ۱۹٫۲۵ کیلوگرم بر اسب بخار در نظر گرفته می‌شد. با توجه به ارتفاع زیاد در اطراف بدنه سطح مقطع بالایی (حدود ۴۵۰۰ متر مربع) در شناور در برابر وزش باد قرار می‌گرفت. این مسئله خطر کشیدن شدن شناور و برخورد آن با دیواره‌های کانال کیل با عرض کم، را پدیدمی‌آورد. برای شناورهایی در این اندازه امکان هدایت مؤثر به کمک سکان در سرعت ۸ گره وجود نداشت؛ بنابراین دو سامانه هدایت‌کننده وویت اشنایدر هر یک با توان ۳۳۰ کیلو وات به صورت پشت‌سرهم در جلوی کشتی نصب شد تا آن را برابر باد حفظ کند. قدرت این سامانه‌ها برای رساندن کشتی به سرعت ۴٫۵ گره در شرایط آب بدون‌جریان و هوای بدون باد کافی بود.

## شناورهای کلاس
گراف سپلین: کارخانه کشتی‌سازی دویچه ورکه در کیل روز ۱۶ نوامبر سال ۱۹۳۵ قراردادی برای ساخت این ناو هواپیمابر دریافت کرد. مازه نخستین ناو هواپیمابر روز ۲۸ دسامبر سال ۱۹۳۶ قرار گرفت. این شناور تقریباً دو سال بعد روز ۸ دسامبر سال ۱۹۳۸ با نام گراف سپلین به آب انداخته شد. ادامه کار در سال ۱۹۳۹ انجام گرفت. هنگام آغاز جنگ جهانی دوم حدود ۸۵ درصد از فرایند ساخت پیش رفته بود. در ابتدا ساخت‌وساز طبق برنامه پیش می‌رفت اما در ادامه به زودی با نهاده شدن تأکید بر تولید او-بوت‌ها، با تأخیر همراه شد؛ چرا که نزد آلمانی‌ها ناوهای هواپیمابر در انتهای فهرست اولویت ساخت شناورهای جنگی قرار داشت. در نهایت روز ۲۹ آوریل سال ۱۹۴۰ فرمانده نیروی دریایی توصیه توقف کامل کار ساخت نمود.
ناوهواپیمابر ب: قرارداد ساخت دومین ناوهواپیمابر آلمان که اغلب در تالیفات پس از جنگ با عنوان پتر اشتراسر یاد می‌شود، همزمان با مورد نخست امضا شد اما کار ساخت تنها از نیمه دوم سال ۱۹۳۸ آغاز گردید. کار ساخت این ناوهواپیمابر به شکل عامدانه آهسته صورت می‌گرفت تا تجربیات کسب شده از ساخت گراف سپلین در آن اعمال شود. بر اساس طرح‌ریزی دوران صلح به آب انداخته شدن شناور برای ژوئیه ۱۹۴۰ و تکمیل آن برای دسامبر ۱۹۴۱ پیش‌بینی می‌شد. هنگام آغاز جنگ ساخت زیرسازه پایینی تنها تا عرشه سکو رسید. به هر صورت کار ساخت روز ۱۹ سپتامبر سال ۱۹۳۹ متوقف گردید. مواد به‌کار برده شده در آن از اواخر ماه فوریه سال ۱۹۴۰، برای استفاده در جاهای دیگر، از هم گشوده شد.
ناوهواپیمابر سی و دی: طبق برنامه دوران صلح، دو ناوهواپیمابر دیگر با عناوین سی و دی نیز می‌بایست از ماه آوریل سال ۱۹۴۱ به ترتیب در گرمانیاورفت و دویچه ورکه ساخته می‌شد.

## کتابشناسی
- Breyer, Siegfried (1989). The German Aircraft Carrier Graf Zeppelin. Atglen: Schiffer Publishing Ltd.